# Liste von Schiffen mit dem Namen Peyk-i Şevket
Peyk-i Şevket (türkisch Peyk-i Şevket „Bote seiner Majestät“) ist der Name von Schiffen der osmanischen Marine: